# 北京道
北京道（英語：Peking Road）是香港九龍尖沙咀的一條馬路。它是東西走向，西至廣東道，沿途經過九龍公園徑、亞士厘道、漢口道、樂道，直至東見彌敦道止。由於尖沙咀是外地遊客消費區，所以北京道上有不少高級購物商店及星級酒店。
行人不能直接從北京道西端（接駁廣東道一處）經地面走到東端（接駁彌敦道一處），因為被九龍公園徑隔開了，行人必須使用行人隧道橫過九龍公園徑，隧道內有連接的港鐵尖東站的出入口。
汽車也不能直接從西端開到東端，原因是整條北京道在九龍公園徑和漢口道接駁位置被分開成三段。

## 歷史
北京道於1887年建成，原本命名為遮打道，以紀念發展該區的保羅·遮打。然而，為避免與1904年落成的香港島中環的遮打道混淆，所以九龍這邊的街名於1909年3月改為北京道，以當時清朝首都北京命名。

## 沿路主要建築
- 北京道1號
- 朗廷酒店
- 漢口中心
- 國際廣場（iSQUARE）

### 九龍區專線小巴78線
- 維港灣 ↔ 尖沙咀（北京道）

### 九龍區專線小巴78A線
- 維港灣 → 尖沙咀（北京道）